# 田村英一
田村 英一（たむら えいいち、1949年4月2日 - ）は、日本のフリーアナウンサー、北海道放送の元アナウンサー。北海道出身。法政大学社会学部卒業後、1973年に北海道放送入社。全国ネットのドキュメント番組のナレーション（ヤンキー母校に帰るなど）をこなし、数多くのアナウンス優秀賞を受賞。かつてはニュースキャスターの傍ら、本社編成制作局長も務めた。
退社後は、文学作品の朗読も行っており、財団法人北海道文学館の評議員も務める。

## 出演

### テレビ
- テレポート6
- 田村英一の活き活きテレビ特急便
- アンカー!
- ビタミンTV
- Hana*テレビ（ニュースキャスター）
- いきいきわがまち
- Kids Radio
- グッチーの 今日ドキッ!「ド真ん中山田」のコーナーのナレーション
- ほっかいどう経済ネオ・・・ナレーション

### ラジオ
- 晴ればれ日曜音楽泉
- ダイナミックサタデー
- HOKKAIDO市町村アワー
- 平成ネオラジオ 〜田村英一のOh!演歌〜（アシスタントは田村美香）